# Gérard Frot-Coutaz
Pour les articles homonymes, voir Frot et Coutaz.
Gérard Frot-Coutaz, né le 18 septembre 1951 à Chalon-sur-Saône et mort le 12 mars 1992 à Créteil, est un réalisateur, producteur de cinéma, acteur et scénariste français.

## Biographie
Il suit des études à l'IDHEC et à HEC avant de devenir l'assistant de plusieurs réalisateurs (Gérard Blain, André Téchiné, Jean-Claude Guiguet, Paul Vecchiali, Jean-Claude Biette).
Critique à la revue Cinéma, il collabore avec Jean-Claude Guiguet et Jacques Davila en qualité de scénariste. Il réalise aussi quelques courts-métrages. 
En 1985, Frot-Coutaz présente son premier long-métrage, Beau temps mais orageux en fin de journée, une comédie douce-amère centrée sur les relations familiales. Coscénarisé par Frot-Coutaz et Jacques Davila et mettant en vedette Claude Piéplu et Micheline Presle, le film reçoit un accueil critique très favorable.  Frot-Coutaz poursuit dans la même veine  quatre ans plus tard avec Après après-demain, dans lequel on retrouve cette fois-ci Anémone et Simon de la Brosse. 
Le deuxième long-métrage de Frot-Coutaz est également son dernier. Il meurt du sida à l'âge de 40 ans, le 12 mars 1992. 
Depuis 2016, le Prix Gérard Frot Coutaz remplace le Prix du Film Français qui faisait partie du palmarès du Festival du film de Belfort - Entrevues de 2006 à 2012.

## Filmographie

### Réalisateur

#### Courts métrages
- 1974 : Derniers remparts
- 1976 : Transcontinental
- 1982 : Le Goûter de Josette, inclus dans L'Archipel des amours
- 1985 : Le Tiers providentiel
- 1991 : Peinture fraîche
- 1992 : Bouvet et son texte

#### Longs métrages
- 1985 : Beau temps mais orageux en fin de journée
- 1989 : Après après-demain

### Acteur
- 1977 : La Machine de Paul Vecchiali
- 1983 : En haut des marches de Paul Vecchiali

### Assistant réalisateur
- 1977 : Les Apprentis Sorciers d'Edgardo Cozarinsky
- 1977 : La Machine de Paul Vecchiali
- 1978 : Un second souffle de Gérard Blain
- 1979 : Les Belles Manières de Jean-Claude Guiguet
- 1979 : Corps à cœur de Paul Vecchiali
- 1979 : Simone Barbès ou la vertu de Marie-Claude Treilhou
- 1980 : L'Honorable Société d'Anielle Weinberger
- 1980 : C'est la vie de Paul Vecchiali
- 1982 : Le Crime d'amour de Guy Gilles